# A Little Less Sixteen Candles, a Little More 'Touch Me'
A Little Less Sixteen Candles, a Little More 'Touch Me' (Trochu méně svíček, trochu více se mě dotýkej) je píseň Fall Out Boy, která byla vydána v roce 2006 z jejich alba From Under the Cork Tree.
Ačkoli píseň nezopakovala úspěchy Sugar, We're Goin' Down a Dance, Dance v rádiích se těšil značné oblibě a v hitparádě MTV Total Request Live dosáhla až na samotný vrchol.

## Tracklist

### 1 CD
1. A Little Less Sixteen Candles, A Little More 'Touch Me' (2:49)
2. So Sick (BBC Radio 1 Live Lounge)

### 2 CD
1. A Little Less Sixteen Candles, A Little More 'Touch Me' (2:49)
2. Roxanne (3:12)
3. Our Lawyer Made Us Change The Name Of This Song So We Wouldn't Get Sued (Sessions @ AOL) (3:08)

### Gramofonová deska
1. A Little Less Sixteen Candles, A Little More 'Touch Me' (2:49)
2. Of All the Gin Joints In All The World (Zane Lowe Session) (3:11)

## Zajímavosti
- Little Less Sixteen je odkaz na album Molly Ringwald, Touch Me je zase název alba Samanthy Fox, které vedlo skupiny k názvu písně.
- Brendon Urie z Panic! at the Disco zpívá v písni vedlejší vokály, objevil se dokonce i ve videoklipu v roli upíra.

## Videoklip
Videoklip se točí kolem bandy upírů, které mezi sebou válčí. Na konci klipu je při jedné z bitek zatčen Peter Wentz, který zjistí, že i policisté jsou upíři.
Inspiraci ke klipu hledala kapela ve filmu Blade.
Ve videoklip se objevilo i několik známých osobností :
- William Beckett z The Academy is... hraje vůdce upírů
- Michael Carden z The Academ is… jako upír, který hází v klipu ostatní upíry přes auta
- Brendon Urie z Panic! at the Disco jako upír, který hypnotizuje mladou dívku při tanci, před tím, než ji promění v upírku
- Manažer Fall Out Boy, který si už zahrál v klipu Dance, Dance učitele, si tentokrát zahrál pastora

## Umístění
| Hitparáda      | Umístění |
| -------------- | -------- |
| USA            | 65       |
| Velká Británie | 38       |

## Úryvek textu
I don't blame you for being you
But you can't blame me for hating it
So say, what are you waiting for?
Kiss her, kiss her
I set my clocks early 'cause I know I'm always late